# Jacques Amans
Jacques Guillaume Lucien Amans (1801–1888) fue un pintor neoclásico francés, que trabajó en Nueva Orleans en las décadas de 1840 y 1850.

## Vida
Amans nació en Maastricht, ciudad francesa en aquel entonces. Su padre, Paul Serge Amans, nació en Narbonne (F) en 1765, era un oficial francés (Capitán ayudante de primera clase en Maastricht) de Napoleón. 
Jacques Amans fue entrenado en la tradición neoclásica del retrato. Exhibió en el Salón de París desde 1831 hasta 1837. Informado sobre el éxito en la búsqueda de mecenazgo de su colega Jean Joseph Vaudechamp, Amans probablemente viajó a Louisiana con esta motivación, dado que ambos artistas viajaron en el mismo barco desde Francia a Nueva Orleans alrededor de 1837. Luego de la partida de Louisiana de Vaudechamp, Amans se convirtió en el retratista más afamado del estado.
A mediados de la década de 1840 contrajo matrimonio con Azoline Landreaux, la hija del plantador de azúcar Pierre Honoré Landreaux y Joséphine Armant, y compró la plantación Trinity en Bayou Laforche. Amans y Azoline volvieron a Francia en 1856 donde él falleció en 1888, en la casa de Lévis Saint Nom (78), sin haber vuelto nunca a Louisiana.

## Trabajo
Clara Mazureau, cuyo retrato pintó Amans cuando era una joven niña, era la hija de Aimée Grima y Étienne Mazureau, Abogado General de Louisiana. Amans retrató a arios miembros de las familias Grima y Mazureau en la década de 1840. Como en el retrato de Clara Mazureau, Amans prefirió una pose de tres cuartos de largo.
Influido por los artistas neoclásicos franceses Jean Auguste Dominique Ingres y Jacques-Louis David, Amans puso especial énfasis en el delineado y en el realismo, con particular atención en el rostro y manos de su modelo.

## Retratados famosos
Entre los retratados más famosos de Amans, figura el presidente Andrew Jackson, quien posó para su retrato en 1840 (el 25 aniversario de la Batalla de Nueva Orleans). La pintura es rica en detalles tanto de la fisonomía como del entorno, y retrata a un anciano, mas no frágil, ex presidente.

## Galería

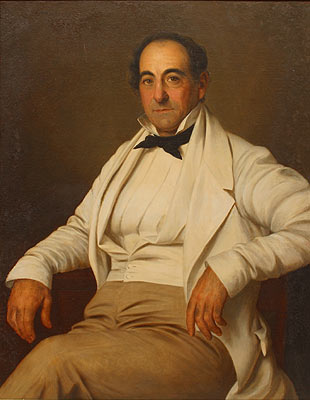
Retrato de Michel Douradou Bringier (1843)
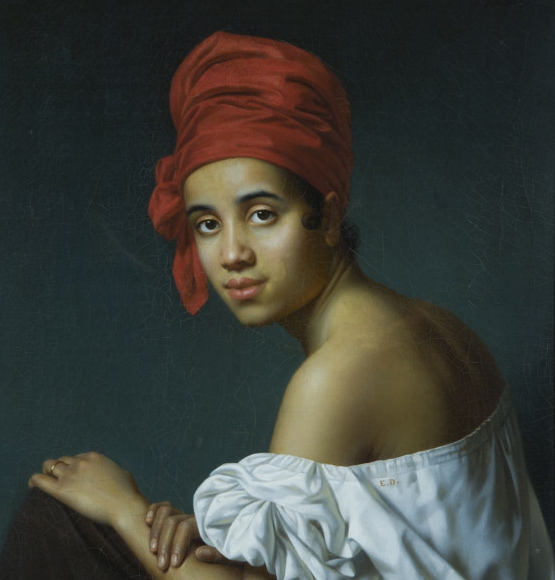
Retrato de mujer criolla con Tignon (c.1840)
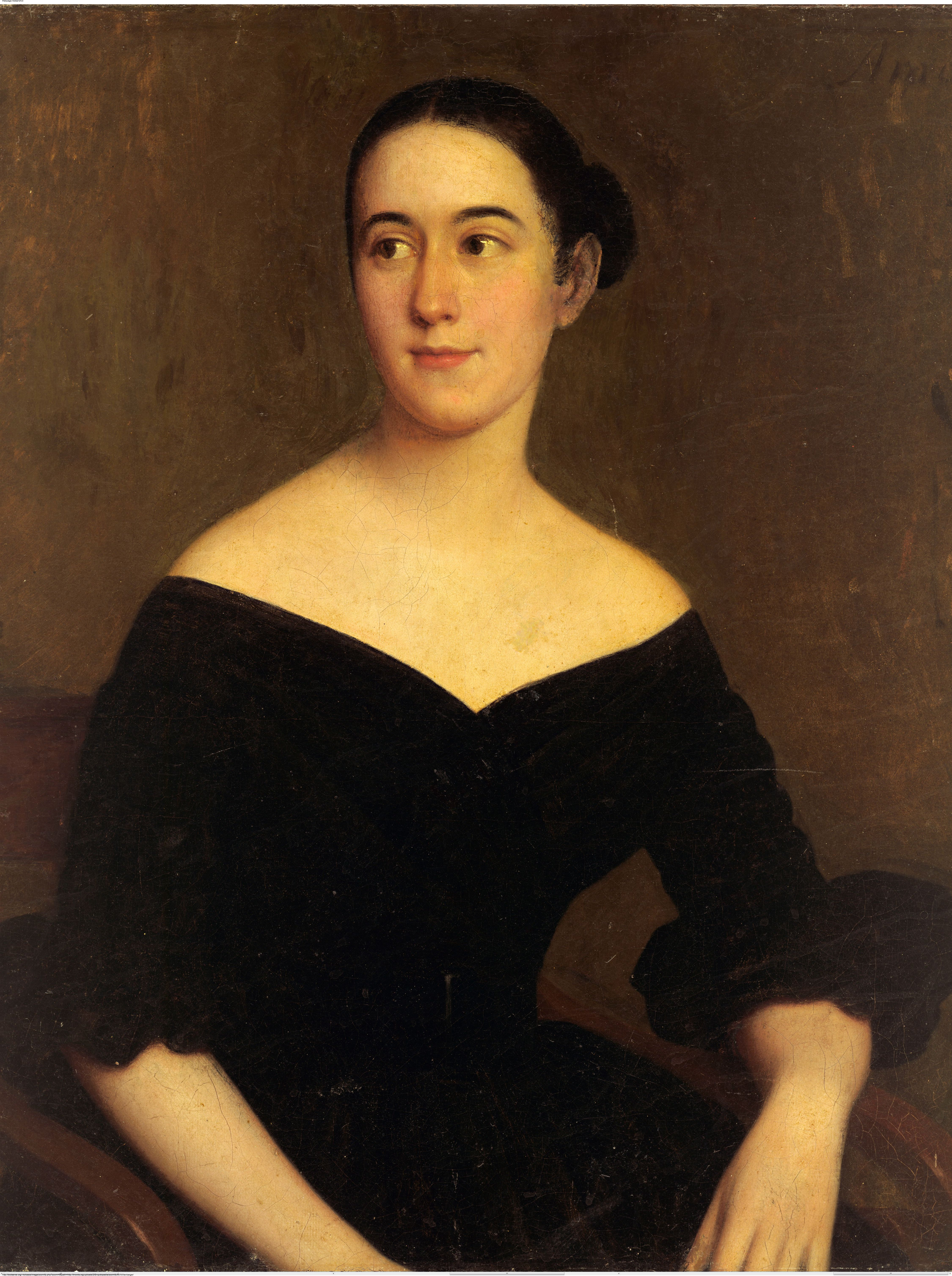
Retrato de la Sra. Gustave Miltenberger (nacida Corinne Knott) (1840)
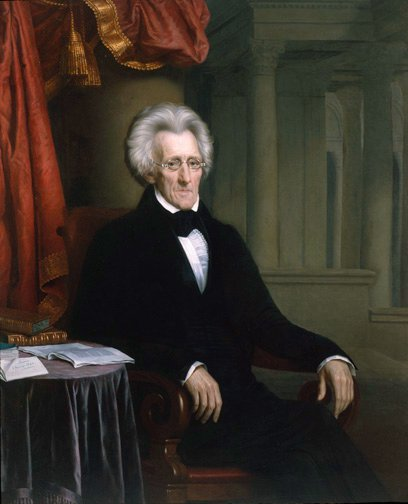
Retrato de Andrew Jackson (1840)
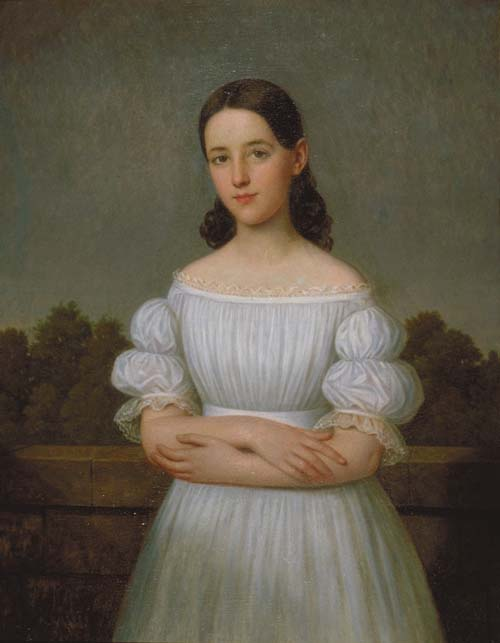
Retrato de Clara Mazureau (1838)
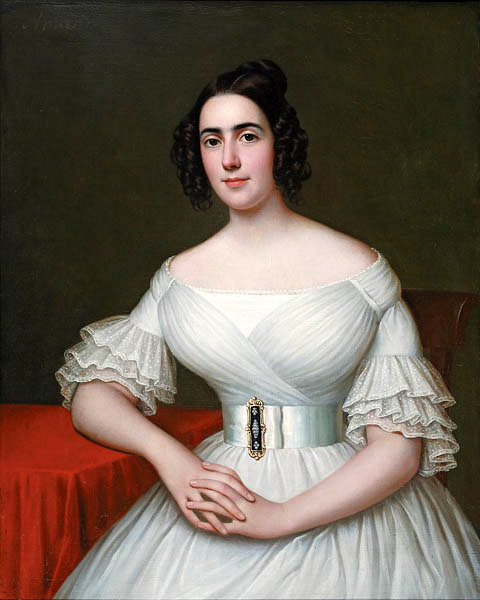
Retrato de Mme. Augustine Massicot Tanneret (1835)